# Conteville-en-Ternois
Conteville-en-Ternois – miejscowość i gmina we Francji, w regionie Hauts-de-France, w departamencie Pas-de-Calais.
Według danych na rok 1990 gminę zamieszkiwały 73 osoby, a gęstość zaludnienia wynosiła 32 osób/km² (wśród 1549 gmin regionu Nord-Pas-de-Calais Conteville-en-Ternois plasuje się na 1114. miejscu pod względem liczby ludności, natomiast pod względem powierzchni na miejscu 891.).